# Posio
Posio è un comune finlandese di 2999 abitanti, situato nella regione della Lapponia.
Qua è nato il mezzofondista Kaarlo Maaninka.